# Партнёрство во имя мира

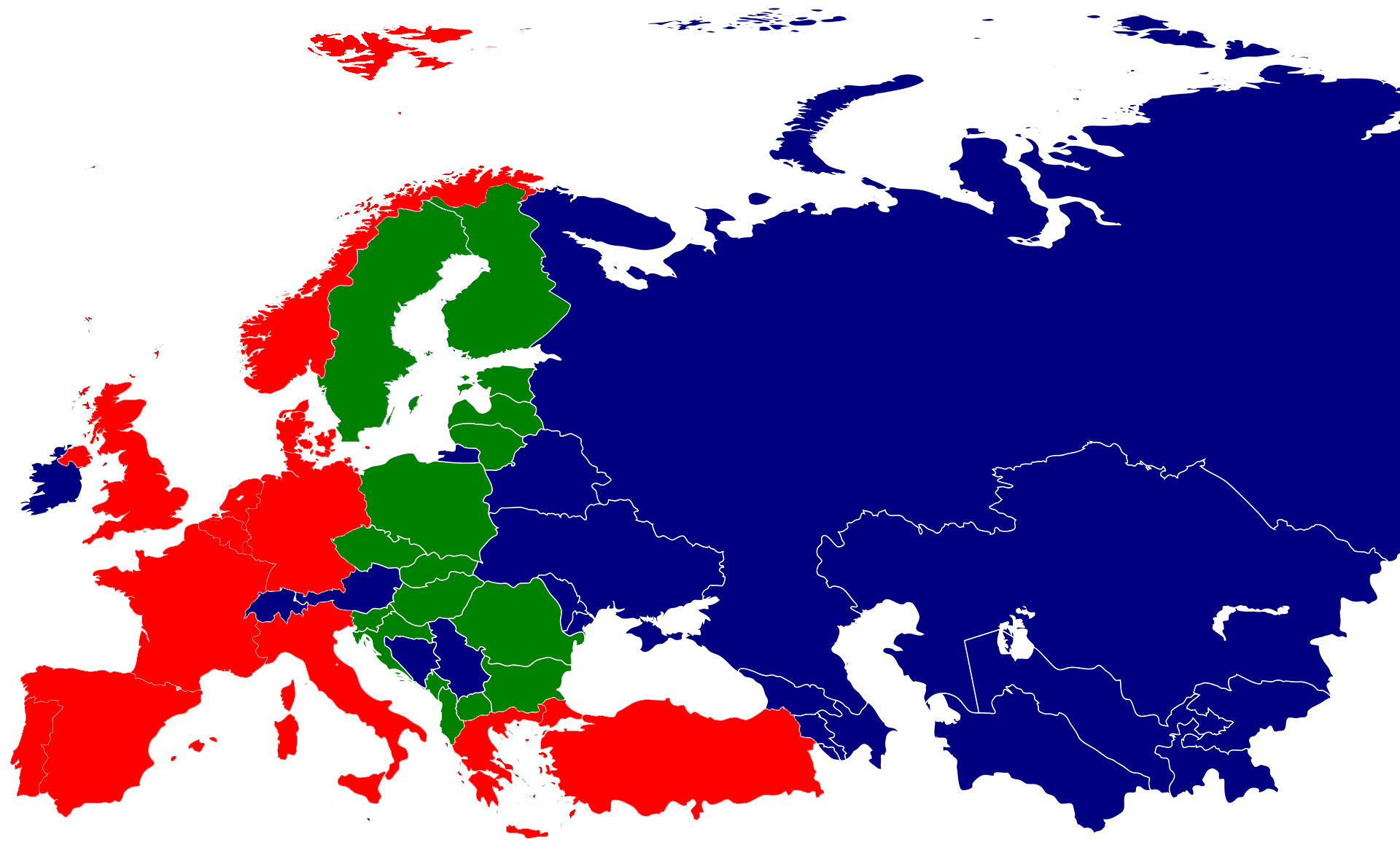
Карта стран-членов ПРМ в Европе и в Центральной Азии.
Нынешние участники программы
Бывшие участники программы, ныне члены НАТО
Страны НАТО, не входившие в договор, но состоящие в НАТО в 2024 году

Партнёрство во и́мя ми́ра (англ. Partnership for Peace — PfP) — программа двухстороннего военного сотрудничества НАТО со странами, не являющимися членами Организации (прежде всего, с восточноевропейскими и постсоветского пространства), начатая в 1994 году по инициативе США. Первоначально охватывала 24 государства, впоследствии часть участников непосредственно вошла в состав альянса, а сотрудничество с Россией и Беларусью было приостановлено (соответственно в 2014 году и в 2021 году).
Цель программы — способствование проведению военных реформ, создание эффективных военных институтов, обеспечение гражданского контроля над Вооружёнными силами, развитие миротворческого и гуманитарного потенциала. Согласно программе, в случае возникновения прямой угрозы их территориальной целостности, политической независимости или безопасности, её участники могут провести консультации со странами-членами НАТО (так, согласно информации Wikileaks, этим правом попыталась воспользоваться Грузия во время войны 2008 года).

## Действующие партнёры
Серым цветом  в таблице выделены страны, с которыми НАТО приостановило все виды гражданского и военного сотрудничества.
| Страна-участник      | Кем ратифицирован                                                                          | Дата                                       |
| -------------------- | ------------------------------------------------------------------------------------------ | ------------------------------------------ |
| Австрия              | Министр иностранных дел Алоиз Мок                                                          | 10.02.1995                                 |
| Азербайджан          | Президент Гейдар Алиев                                                                     | 04.05.1994                                 |
| Армения              | Министр иностранных дел Ваган Папазян                                                      | 05.10.1994                                 |
| Беларусь             | Министр иностранных дел Владимир Сенько                                                    | 11.01.1995                                 |
| Босния и Герцеговина | Председатель Президиума Небойша Радманович                                                 | 14.12.2006                                 |
| Грузия               | Министр иностранных дел Александр Чикваидзе, частично Президент Грузии Саломой Зурабишвили | 23.03.1994                                 |
| Ирландия             | Министр иностранных дел Дэвид Эндрюс                                                       | 01.12.1999                                 |
| Казахстан            | Министр иностранных дел Канат Саудабаев                                                    | 27.05.1994                                 |
| Кыргызстан           | Президент Аскар Акаев                                                                      | 01.06.1994                                 |
| Мальта               | Премьер-министр/Министр иностранных дел Гвидо де Марко                                     | 26.04.1995 (03.04.2008)                    |
| Молдова              | Президент Мирча Снегур                                                                     | 16.03.1994                                 |
| Россия               | Министр иностранных дел Андрей Козырев                                                     | 22.06.1994                                 |
| Сербия               | Президент Борис Тадич                                                                      | 14.12.2006                                 |
| Таджикистан          | Полномочный представитель Шариф Рахимов                                                    | 20.02.2002                                 |
| Туркменистан         | Заместитель Председателя Кабинета министров Борис Шихмурадов                               | 10.05.1994                                 |
| Украина              | Министр иностранных дел Анатолий Зленко                                                    | 08.02.1994//25.02.2014 (усиление договора) |
| Узбекистан           | Министр иностранных дел Саидмухтар Саидкасимов                                             | 13.07.1994                                 |
| Швейцария            | Министр иностранных дел Флавио Котти                                                       | 11.12.1996                                 |

## Бывшие участники программы, сейчас члены НАТО
| Страна-участник    | Кем ратифицирован                           | Дата присоединения к программе | Дата вступления в НАТО |
| ------------------ | ------------------------------------------- | ------------------------------ | ---------------------- |
| Албания            | Президент Сали Бериша                       | 23.02.1994                     | 01.04.2009             |
| Болгария           | Президент Желю Желев                        | 14.02.1994                     | 29.03.2004             |
| Венгрия            | Министр иностранных дел Геза Есенский       | 08.02.1994                     | 12.03.1999             |
| Латвия             | Премьер-министр Валдис Биркавс              | 14.02.1994                     | 29.03.2004             |
| Литва              | Президент Альгирдас Бразаускас              | 27.01.1994                     | 29.03.2004             |
| Польша             | Премьер-министр Вальдемар Павляк            | 02.02.1994                     | 12.03.1999             |
| Румыния            | Министр иностранных дел Теодор Мелешкану    | 26.01.1994                     | 29.03.2004             |
| Северная Македония | Глава Правительства Бранко Црвенковски      | 15.11.1995                     | 27.03.2020             |
| Словакия           | Премьер-министр Владимир Мечьяр             | 09.02.1994                     | 29.03.2004             |
| Словения           | Премьер-министр Янез Дрновшек               | 30.03.1994                     | 29.03.2004             |
| Финляндия          | Министр иностранных дел Хейкки Хаависто     | 09.05.1994                     | 04.04.2023             |
| Хорватия           | Министр иностранных дел Тонино Пицула       | 25.05.2000                     | 01.04.2009             |
| Черногория         | Президент Филип Вуянович                    | 14.12.2006                     | 05.06.2017             |
| Чехия              | Премьер-министр Вацлав Клаус                | 10.03.1994                     | 12.03.1999             |
| Швеция             | Министр иностранных дел Маргарета аф Угглас | 09.05.1994                     | 07.03.2024             |
| Эстония            | Министр иностранных дел Юри Луйк            | 03.02.1994                     | 29.03.2004             |

## Потенциальные участники программы
Республика Кипр является единственным членом Европейского союза, не участвующим в программе. Турция в силу того, что не признает Кипр, блокирует сотрудничество этого государства с НАТО, поскольку конфликт между турецкой и греческой частями острова Кипр остаётся нерешённым.
Республика Косово, территориально расположенная в Европе, не участвует в программе, так как четыре страны, не признающие суверенитета Косово, препятствуют сотрудничеству этого государства с НАТО.

## Россия и НАТО
Впервые о программе «Партнёрство во имя мира» президенту России Борису Ельцину сообщил госсекретарь США Уоррен Кристофер 22 октября 1993 года во время своего визита в РФ. Сторонники немедленного расширения Североатлантического альянса критиковали программу, как уступку Москве и предательство интересов восточноевропейских государств, однако по состоянию на середину 90-х годов в руководстве США ещё не было консенсуса относительно дальнейшего расширения НАТО на восток и взаимодействия между Россией и блоком.
22 июня 1994 года в Брюсселе было подписано соглашение «Партнерство во имя мира», которое выводило Москву и альянс на новый уровень прагматичного сотрудничества. 7 июня 2007 года Президент Российской Федерации В. Путин подписал Федеральный закон N 99-ФЗ «О ратификации Соглашения между государствами — участниками Североатлантического договора и другими государствами, участвующими в программе „Партнерство ради мира“, о статусе их Сил от 19 июня 1995 года и Дополнительного протокола к нему».
В марте 2014 года отношения между Россией и НАТО обострились из-за аннексии Крыма Россией. 1 апреля 2014 года на встрече министров иностранных дел стран-членов НАТО в Брюсселе альянс объявил о приостановлении всех видов гражданского и военного сотрудничества с Россией, фактически парализовав работу Совета Россия-НАТО (остался лишь политический диалог на уровне послов и выше) — таким образом, блок НАТО в одностороннем порядке прекратил действие соглашения о партнёрстве с Россией.
На саммите НАТО в июле 2016 года Россия была признана основной угрозой безопасности для альянса, а её сдерживание было официально провозглашено новой миссией НАТО.
Как отмечают в МИД РФ, решения саммита НАТО в Брюсселе (11—12 июля 2018) подтвердили линию на военно-политическое «сдерживание» России и продолжение долгосрочного курса на наращивание коалиционных возможностей НАТО по созданию группировок войск и дальнейшему совершенствованию военной инфраструктуры у российских границ.
По настоящее время в российском офисе при НАТО нет постоянного представителя — после отъезда в Москву Александра Викторовича Грушко 22 января 2018 года на эту должность никто не был назначен.
В 2021 году по инициативе НАТО численность постпредства была сокращена вдвое на 10 человек в ответ на «злонамеренные действия России, включая убийства и шпионаж», на что российские власти пообещали ответить. В том же году ими была приостановлена работа постоянного представительства России при НАТО, а также военной миссии связи НАТО в Москве и информационного бюро НАТО при посольстве Бельгии в России.